# Malvor-Bottecchia
El equipo Malvor-Bottecchia, conocido también como Mecap, Hoonved-Bottecchia o Malvor-Sidi, fue un equipo ciclista italiano, de ciclismo en ruta que compitió entre 1978 a 1990.

## Principales resultados
- Vuelta a Suiza: Mario Beccia (1980), Helmut Wechselberger (1988)
- Giro del Veneto: Giovanni Mantovani (1981), Massimo Ghirotto (1989)
- Flecha Valona: Mario Beccia (1982)
- Gran Premio de las Naciones: Daniel Gisiger (1983)
- Giro de los Apeninos: Mario Beccia (1984)
- Giro de Emilia: Acácio da Silva (1985)
- Campeonato de Zúrich: Acácio da Silva (1986)
- Vuelta a Andalucía: Fabio Bordonali (1989)

### A las grandes vueltas
- Giro de Italia
  - 13 participaciones (1978, 1979, 1980, 1981, 1982, 1983, 1984, 1985, 1986, 1987, 1988, 1989, 1990)
  - 22 victorias de etapa:
    - 1 el 1978: Bruno Zanoni
    - 2 el 1979: Mario Beccia, Dino Porrini
    - 3 el 1980: Dante Morandi, Giovanni Mantovani (2)
    - 1 el 1981: Benedetto Patellaro
    - 2 el 1982: Silvestro Milani, Robert Dill-Bundi
    - 1 el 1983: Mario Beccia
    - 1 el 1984: Jürg Bruggmann
    - 4 el 1985 Acácio da Silva (2), Stefano Allocchio (2)
    - 2 el 1986: Acácio da Silva (2)
    - 1 el 1987: Marco Vitali
    - 4 el 1989: Lech Piasecki (3), Flavio Giupponi

  - 0 clasificaciones finales:
  - 1 clasificaciones secundarias:
  - Clasificación de los jóvenes: Giuseppe Faraca (1981)

- Tour de Francia
  - 2 participación (1982, 1986)
  - 0 victorias de etapa:
  - 0 clasificaciones secundarias:

- Vuelta a España
  - 1 participaciones (1989)
  - 2 victorias de etapa:
    - 2 el 1989: Roberto Pagnin, Stefano Allocchio

  - 0 clasificaciones secundarias: